# Chacabuco (álbum)
Chacabuco es un álbum en directo lanzado en 1975, que corresponde a una grabación clandestina realizada en casete por Luis Alberto Corvalán en 1974 en el Campo de concentración Chacabuco a comienzos de la dictadura militar de Chile, donde estuvo prisionero junto con Ángel Parra y otras 800 personas, con ocasión de la liberación de 45 de ellos.
Ángel Parra decidió conservar para su lanzamiento la grabación de forma intacta, salvo sus canciones de la Cara B, que debido a su baja calidad fueron reemplazadas por versiones grabadas en Francia, pocos meses después de su exilio. El disco está dedicado a Luis Alberto, quien fue informante dirigente de la Federación de Estudiantes de la Universidad de Chile (FECH) e hijo de Luis Corvalán (1916-2010), secretario general del Partido Comunista de Chile por más de tres décadas. Luego de ser detenido y torturado brutalmente en Chacabuco durante un año, fue exiliado a Bulgaria, donde falleció en Sofía en 1975 a los 27 años, producto de dichas torturas.
Este disco ha sido lanzado en diversas ocasiones, en distintos países y con diferentes canciones. En 2003 el sello WEA Chile fusionó este álbum con la versión francesa de 1976 del álbum Pisagua, en un único álbum en CD llamado Pisagua + Chacabuco.
El mismo año y también en el centro de detención Chacabuco, Ángel Parra grabó las canciones que se lanzarían en 1976 en Francia en el álbum Passion selon Saint Jean.

## Lista de canciones
| Lado A (1977) |                                                    |                               |                                        |          |  |
| N.º           | Título                                             | Música                        | Intérprete                             | Duración |  |
| 1.            | «Libre»                                            |                               |                                        |          |  |
| 2.            | «Jamari»                                           |                               |                                        |          |  |
| 3.            | «Volver»                                           |                               |                                        |          |  |
| 4.            | «Himno a la alegría»                               | Ludwig van Beethoven          | «Coro de Chacabuco», dir. Iván Quezada |          |  |
| 5.            | «Tonada del viejo amor»                            | Jaime Dávalos, Eduardo Falú   |                                        |          |  |
| 6.            | «Amalia rosa»                                      | Celestino Carrasco            |                                        |          |  |
| 7.            | «Caliche»                                          | Calatambo Albarracín          | Ángel Parra                            |          |  |
| 8.            | «Afortunado» (cuecas «El suertudo» y «El puntudo») | Víctor Canto y Luis Cifuentes | anónimo                                |          |  |
| 9.            | «Puntudo» (o «Saliendo de la niebla»)              | anónimo                       | anónimo                                |          |  |

| Lado B (1977) |                                              |             |             |          |  |
| N.º           | Título                                       | Música      | Intérprete  | Duración |  |
| 10.           | «Canción de amor» (Dedicada a su esposa)     | Ángel Parra | Ángel Parra |          |  |
| 11.           | «Canción para Angélico» (Dedicada a su hijo) | Ángel Parra | Ángel Parra |          |  |
| 12.           | «Canción para Javiera» (Dedicada a su hija)  | Ángel Parra | Ángel Parra |          |  |
| 13.           | «Chacabuco»                                  |             |             |          |  |
| 14.           | «El alma de Chacabuco»                       | Ángel Parra | Ángel Parra |          |  |
| 15.           | «Canción del adiós»                          |             | D. P.       |          |  |

| Lado A (1978) |                                                                    |                               |                                        |          |  |
| N.º           | Título                                                             | Música                        | Intérprete                             | Duración |  |
| 1.            | «Libre»                                                            |                               | anónimo                                |          |  |
| 2.            | «Oficina Chacabuco»                                                |                               | anónimo                                |          |  |
| 3.            | «Volver» (Interludio recitado: «En el sacro esplendor...» (D. P.)) |                               | anónimo                                |          |  |
| 4.            | «Himno a la alegría»                                               | Ludwig van Beethoven          | «Coro de Chacabuco», dir. Iván Quezada |          |  |
| 5.            | «Zamba argentina» (o «Tonada del viejo amor»)                      | Falú y Dávalos                | D. P.                                  |          |  |
| 6.            | «Canción venezolana» (o «Amalia Rosa»)                             | Tino Carrasco                 | D. P.                                  |          |  |
| 7.            | «Caliche»                                                          | Calatambo Albarracín          | Ángel Parra                            |          |  |
| 8.            | «El suertuo» (o «Afortunado» (cueca))                              | Víctor Canto y Luis Cifuentes | anónimo                                |          |  |

| Lado B (1978) |                                              |             |             |          |  |
| N.º           | Título                                       | Música      | Intérprete  | Duración |  |
| 9.            | «El puntuo» (o «Saliendo de la niebla»)      | anónimo     | anónimo     |          |  |
| 10.           | «Canción de amor» (Dedicada a su esposa)     | Ángel Parra | Ángel Parra |          |  |
| 11.           | «Canción para Angelito» (Dedicada a su hijo) | Ángel Parra | Ángel Parra |          |  |
| 12.           | «Canción para Javiera» (Dedicada a su hija)  | Ángel Parra | Ángel Parra |          |  |
| 13.           | «El alma de Chacabuco»                       | Ángel Parra | Ángel Parra |          |  |
| 14.           | «Canción del adiós»                          |             | D. P.       |          |  |

## Créditos
- Patricio Castillo: flauta.
- Carlos Necochea: percusión.
- Iván Casabone: contrabajo.
- Larrea y Albornoz: diseño gráfico.
- Museo Luis Emilio Recabarren: documentación fotográfica.

Otros intérpretes
- Grupo Los de Chacabuco: Víctor Canto, Manuel Castro, Ángel Parra (como director), Luis Cifuentes, Marcelo Concha, Luis Corvalán Márquez, Antonio González, Manuel Ipinza, Ernesto Parra (exmiembro de Curacas), Julio Vega, Ricardo Yocelewski (exmiembro de Curacas).[2]